# Sybilla (mitologia)

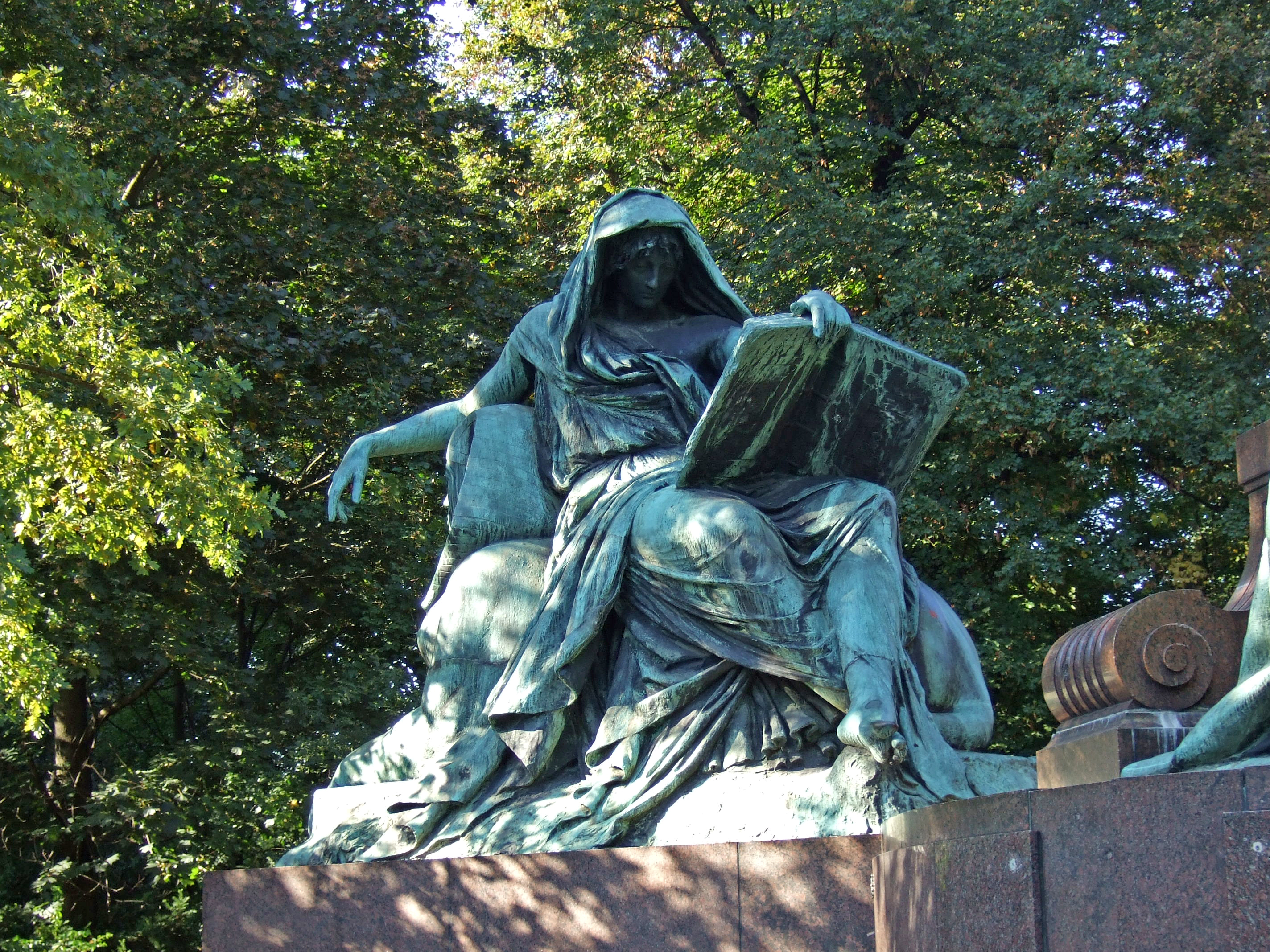
Sybilla

Sybilla, Sibylla (mitologia grecka) – wieszczka przepowiadająca przyszłość. Początkowo istniała jedna Sybilla, później jednak ich liczba zwiększyła się do ok. 10. Najbardziej czczoną Sybillą była wieszczka z Erytrei utożsamiana z sybillą z Cumae – Sybillą Kumańską (od niej miały pochodzić księgi sybillińskie).

## Legenda o 9 księgach Sybillińskich
Pewnego dnia do króla Tarkwiniusza przybyła nieznajoma staruszka z dziewięcioma księgami, ponoć wypełnionymi boskimi przepowiedniami. Życzyła sobie za nie tak wielkiej sumy, że król pomyślał, iż jest wariatką, po czym odmówił. W tym momencie wróżka wrzuciła 3 z 9 ksiąg do ognia. Powtórzyła swoją ofertę nie zmieniając ceny, monarcha zaś ponownie odmówił. Dopiero gdy kobieta spaliła kolejne 3 woluminy, władca domyślając się jakiejś tajemnicy, wypłacił żądaną sumę. Nieznajoma opuściła pałac i już nigdy jej nie widziano. Mówiono, że była to wróżka imieniem Sybilla.
Księgi te od jej imienia nazwano Sybillińskimi. Miały one odegrać ważną rolę w polityce i życiu Rzymian. Szukano w nich rady w wypadku klęski żywiołowej czy wojny. W rzeczywistości księgi te zawierały po prostu greckie przepisy religijne, zawsze więc wyciągano z nich wniosek, że do kultu rzymskiego trzeba wprowadzić nowe bóstwo oraz zmienić zakres obowiązków już istniejącemu. Woluminy przechowywano w świątyni Jowisza Kapitolińskiego. Opiekowali się nimi kapłani, których liczba rosła z biegiem czasu: początkowo było ich dwóch, na koniec – piętnastu. Księgi spłonęły w 83 r. p.n.e.